# Céphalonie (thème)
Pour l’article homonyme, voir Céphalonie.
IXe siècle – 1204
Entités précédentes :
- Epirus vetus

Entités suivantes :
- Thème de Nicopolis
- Comté palatin de Céphalonie et Zante
- Despotat d'Épire

Le thème de Céphalonie (en grec : θέμα Κεφαλληνίας/Κεφαλονίας) est un thème byzantin de la Grèce occidentale comprenant les îles Ioniennes.

## Histoire
Durant l'Empire romain, les îles Ioniennes (Corfou, Céphalonie, Zakynthos, Ithaque, Leucade et Cythère) appartiennent soit aux provinces d'Achaïe soit à l'Epirus vetus. À l'exception de Cythère, ces îles forment le thème de Céphalonie,,. Les îles sont peu concernées par l'invasion slave du VIIe siècle et deviennent le point de départ pour la re-hellénisation du continent. 

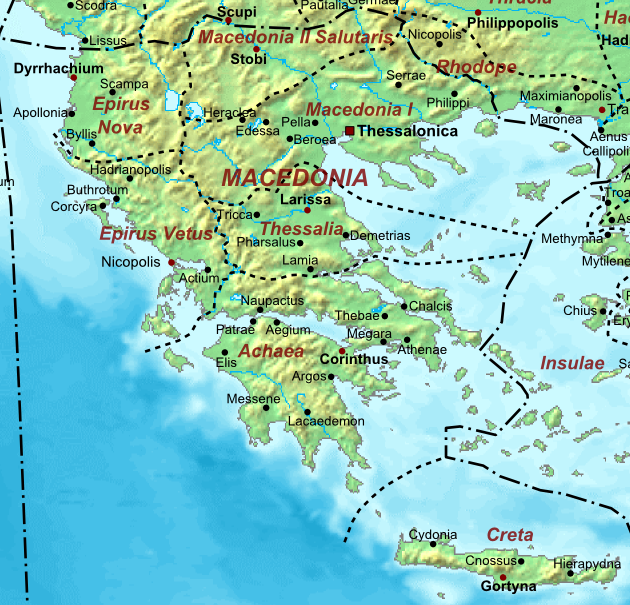
Les provinces de l'Empire byzantin en Grèce vers l'an 400.

La date exacte de la création du thème est inconnue. L'empereur Constantin VII Porphyrogénète affirme dans le De Administrando Imperio que le thème est d'abord une turme (une division) du thème de Longobardie, situé dans le Sud de l'Italie avant d'être élevé au statut de strategis par Léon VI le Sage (886-912), sans pour autant en faire un thème à part entière. Toutefois, cette description est erronée car plusieurs stratèges (dirigeant d'un thème) de Céphalonie sont mentionnés avant le règne de Léon VI. Ainsi, le Taktikon Uspensky de 842-843 mentionne un stratège de Céphalonie et la chronique latine Annales regni Francorum en mentionne un autre dès 809. En se référant aux différents sceaux retrouvés, on peut établir la date de création de la circonscription de Céphalonie (au moins en tant que strategis) au milieu ou à la fin du VIIIe siècle,,.
La confusion de Constantin VII reflète les relations étroites existant entre la Céphalonie et le sud de l'Italie. Les îles Ioniennes servent de lien de communication et de base de départ pour les opérations en Italie. De plus, elles défendent les entrées maritimes de la mer Ionienne et de la mer Adriatique contre les pirates arabes,. Contrairement à l'affirmation de Constantin, la Longobardie est probablement créée comme turme de la Céphalonie à la suite de la reprise de Bari par les Byzantins en 876,. 
Le stratège est probablement basé à Céphalonie mais sa présence est parfois attestée sur Corfou ou sur d'autres îles. Dans le De Administrando, le thème arrive au septième rang dans le classement des thèmes occidentaux, ou européens. À l'image des autres thèmes européens, le stratège ne reçoit pas son salaire du trésor impérial mais des revenus tirés des taxes prélevées dans le thème. Le thème de Céphalonie possède une importance maritime certaine et sa flotte inclut des Mardaïtes servant comme fantassins de marine et comme rameurs sous la direction d'un tourmarche (chef d'une turme). D'autres tourmarchai et autres commandants subordonnés au stratège dirigent les garnisons présentes sur le territoire du thème. L'historien Warren Treadgold estime les forces militaires du thème à 2 000 hommes au IXe siècle. Le thème est aussi fréquemment utilisé comme lieu d'exil pour les prisonniers politiques.
Le thème est fréquemment mentionné dans les opérations militaires des IXe et Xe siècles. En 809, le stratège du thème, Paul, défait une flotte vénitienne. En 880, l'amiral Nasar inflige une lourde défaite à une flotte arabe envoyée piller les îles du thème. Les troupes du thème de Céphalonie participent ensuite à l'offensive byzantine en Italie. Les Mardaïtes du thème participent à l'expédition malheureuse de 949 contre l'émirat de Crète. La dernière mention d'un stratège de Céphalonie date de  1011, date de l'envoi en Italie Kontoléon Tornikios pour réprimer une révolte lombarde. À la suite de la perte de l'Italie méridionale par Byzance, l'importance du thème décroît et il n'est plus dirigé que par un gouverneur civil, le kritès (le juge).
À partir de la fin du XIe siècle, les îles Ioniennes deviennent un des théâtres principaux de la guerre byzantino-normande. L'île de Corfou est contrôlée par le royaume normand de Sicile en 1081-1085 puis en 1147-1149, tandis que les Vénitiens l'assiègent sans succès en 1122-1123. L'île de Céphalonie est aussi assiégée sans résultat en 1085 avant d'être pillée par les Pisans en 1099 et par les Vénitiens en 1126. En 1185, Corfou, ainsi que le reste du thème à l'exception de l'île de Leucade, est conquise par le roi Guillaume II de Sicile. En 1191, les Byzantins reprennent le contrôle de l'île de Corfou sans parvenir à faire de même pour le reste du thème qui devient le comté palatin de Céphalonie et Zante dirigé par Margaritus de Brindisi, l'amiral grec de Guillaume. Corfou est conquise en 1203 à la demande de la république de Venise par les contingents croisés lors de la quatrième croisade, mais les luttes pour le partage de l'Empire byzantin qui suivent la prise de Constantinople se soldent par la conquête de la région par le despotat d'Épire vers 1214. Le territoire de l'ancien thème se trouve désormais partagé entre le despotat et le comté palatin de Céphalonie et Zante, alors possédé par la famille Orsini.